# Altavilla Monferrato
Altavilla Monferrato – miejscowość i gmina we Włoszech, w regionie Piemont, w prowincji Alessandria.
Według danych na styczeń 2010 gminę zamieszkiwało 513 osób przy gęstości zaludnienia 45,5 os./1 km².